# Surintendant des Bâtiments
Pour les articles homonymes, voir Surintendant.
La surintendance des bâtiments est la charge ministérielle du responsable de la création et de l'entretien des palais et des bâtiments du roi, aux XVIe et XVIIe siècles, en France.
Le titre de surintendant des bâtiments du roi est apparu sous le règne de François Ier, afin de s'occuper des châteaux du Louvre, de Saint-Germain-en-Laye, Fontainebleau, Villers-Cotterêts, Madrid. D'abord peu organisée, elle est devenue une administration qu'à partir du règne de Louis XIV et l'influence de Colbert.
Le personnel, près de 150 personnes au début du XVIIIe siècle, comprenait des architectes, des intendants, des contrôleurs, des trésoriers, et un historiographe. Pendant le règne de Louis XIV le financement des bâtiments coûtait environ 4 millions de livres par an.

## Historique
Bernard Barbiche fait remarquer que jusqu'au règne de Louis XIV, les surintendants et intendants des bâtiments du roi étaient nommés par commission. Ces lettres patentes de commission sont souvent difficiles à trouver car elles ne nécessitaient pas d'enregistrement. Elles ne sont souvent mises à jour qu'au cours de recherches dans les archives privées.

### Sous les Valois
Sous François Ier, un embryon d'administration est apparu. Des commissaires étaient nommés pour diriger la construction des châteaux royaux. Ils avaient sous leurs ordres un contrôleur et un payeur. Lorsque des commissaires étaient responsables de plusieurs édifices ils ont pris le titre de « superintendant » ou de « surintendant ». C'est le cas, en 1535, de Philibert Babou de la Bourdaisière.
Henri II a modifié l'organisation en faisant intervenir les architectes dans la direction et l'ordonnancement des travaux. À côté de grands seigneurs comme Albert de Gondi, duc de Retz, pour la construction du château de Madrid en 1568, pour la visitation des réparations des châteaux de Boulogne, Saint-Germain, la Muette, Villers-Cotterets, Tristan de Rostaing (1513-1591) au château de Fontainebleau en 1570, Artus de La Fontaine, baron d'Oignon, au château de Compiègne, on trouve les architectes Pierre Lescot, Philibert Delorme, Le Primatice, Jean Bullant qui sont à la fois surintendants et architectes.
Sous Henri III on trouve Baptiste Androuet du Cerceau, architecte ordinaire du roi, « commis à la superintendance du bâtiment neuf du Louvre », « commis à la charge et conduite des bastimens », « commis en l'absence du sieur maréchal de Rets pour ordonner de la despence du chasteau de Sainct-Germain en Laye ». Son frère, Jacques II Androuet du Cerceau a été commis à la direction des travaux du palais du Louvre et a porté le titre de « surintendant » et d'« ordonnateur » des bâtiments du roi. Pendant l'occupation de Paris par les Ligueurs (1588-1594), le duc de Mayenne, chef militaire des Ligueurs, a nommé en 1590, après la mort de Baptiste Androuet du Cerceau, Pierre Biard « architecte et superintendant ordonnateur de la despence des bastimens du roy ». L'architecte assure alors la direction technique et artistique des édifices ainsi que l'ordonnance des dépenses.
Parallèlement à cette mise en place progressive de la surintendance des bâtiments, les Valois ont modifié l'organisation de l'administration financière du royaume en créant de nouvelles charges pour le contrôle et la comptabilité pour accélérer les rentrées d'argent et mieux maîtriser l'état des finances. François II avait réuni en mars 1560 l'office de contrôleur général des bastimens à celui de contrôleur du domaine royal des villes, prévôté et vicomté de Paris, dissociés en avril 1573. L'office de contrôleur général des bâtiments du roi était tenu par la famille de Donon, Médéric de Donon (vers 1520-vers 1590), marié à Jeanne della Robbia, fille du sculpteur Girolamo della Robbia, qui a construit l'hôtel de Donon, est confirmé dans sa charge en 1583, puis son fils Jean I de Donon et son petit-fils Jean II de Donon qui vend cette charge en 1657 à André Le Nôtre. Le contrôleur général des bâtiments est chargé de la vérification de la régularité des opérations financières liées aux bâtiments du roi et la conformité des travaux par rapport aux devis. La charge de trésorier des bâtiments est érigée en office le 11 janvier 1555. Elle a été par la suite dédoublée. Il a été créé un office triennal en 1597, supprimé en 1601. Il y en 1601 deux trésoriers des bâtiments, Anne Jacquelin pour les années impaires, Henri Estienne pour les années paires.

### Sous Henri IV
Henri IV, une fois couronné roi de France, en 1594, va entreprendre la continuation des travaux commencés par les derniers Valois, mais en supprimant la confusion qu'il y avait en dissociant les fonctions d'architecte et d'ordonnateur.
Il va nommer deux membres du Conseil à la surintendance des maisons royales. François d'O, surintendant des finances, à la surintendance des palais du Louvre et des Tuileries et du château de Saint-Maur-des-Fossés, Albert de Gondi, duc de Retz, pour le château de Saint-Germain-en-Laye. Le roi leur donne un adjoint, Jean de Fourcy, trésorier de France en la généralité de Paris, nommé le 30 avril 1594 intendant des bâtiments. Il a reçu le pouvoir, en même temps que les surintendants, mais en leur absence, d'« ordonner entièrement de la charge, conduite et surintendance desd. bâtimens ... tout ainsi et en la même forme et manière que pourront faire lesd. sieur duc de Rets et sieur d'O ». En plus des quatre maison royales, Jean de Fourcy avait la charge des « réparations nécessaires à faire tant en notre château de Compiègne, Arsenal des poudres que bastide Saint-Antoine qu'avons ordonnées être faites avec diligence ». Ses appointements étaient fixés à 1 200 écus par an, soit 3 600 livres. 
Après la mort de François d'O, Henri IV a supprimé la charge de surintendance des finances remplacée par un Conseil des finances. Le 14 novembre 1594, Nicolas de Harlay, seigneur de Sancy, membre du Conseil, est nommé surintendant des bâtiments du Louvre, des Tuileries et Saint-Maur-des-Fossés. Vers 1599, du fait de la maladie du duc de Retz, son domaine d'action a compris le château de Saint-Germain-en-Laye. Il signe à partir de cette date « surintendant des bâtiments de Sa Majesté ». Le 19 octobre 1594, Henri IV a donné à Louis Métezeau, « un des architectes ordinaires des bastimens de Sa Majesté », une lettre de commission le chargeant de « vacquer à la conduite de tous nos bastimens de France, mesmes à ceux où nous faisons assiduellement travailler ». La lettre de commission de Louis de Métezeau lésait Jacques II Androuet du Cerceau qui était chargé de la construction du palais du Louvre et se qualifiait d'« ordonnateur des bâtimens du roi ». Il s'est opposé à l'enregistrement de la lettre de commission et le conflit fut trancgé par le roi dans une déclaration du 19 avril 1599.Elle établit les bases nouvelles de la surintendance des bâtiments en distinguant les attributions des surintendants et des architectes : les surintendants commandent les travaux et les architectes les exécutent. Les surintendants décident sous l'autorité du roi. Henri IV précise qu'il n'entendait pas « estre restraint à un seul architecte, ains d'en choisir et nommer tel nombre qu'adviserons bon estre ». Victime de l'inimitié de Gabrielle d'Estrée, Jean de Fourcy est supplanté en 1597 au Conseil du roi, mais il garde la surintendance des bâtiments jusqu'en 1602. Mais dès 1601, il n'intervient plus. C'est Jean de Fourcy, seul, mais en présence de Médéric de Donon, qui stipule pour le roi en tant qu'intendant des bâtiments.
Le 12 novembre 1602, Henri IV donne à Sully les lettres patentes le nommant surintendant des bâtiments du roi. Le roi noté sa grande expérience au faict des bastimens. Sully a alors fait reconstruire son château de Rosny-sur-Seine et va entreprendre la réalisation de la ville nouvelle d'Henrichemont. De plus, Sully est alors grand voyer de France et surintendant des fortifications. Ces lettres patentes définissent d'une façon précise les fonctions d'ordonnateur des bâtiments :
- conduire et ordonner les ouvrages,
- conclure les marchés avec les entrepreneurs et les marchands,
- surveiller le déroulement des travaux,
- faire toiser les ouvrages, c'est-à-dire mesurer les ouvrages terminés pour vérifier la conformité aux devis,
- ordonnancer les dépenses pour faire payer les entrepreneurs et les ouvriers.

Le roi lui allouait 6 000 livres d'appointements annuels. Le 17 décembre, Nicolas de Harlay recevait une indemnité de 28 000 livres « pour la récompense de la commission de superintendant des bastimens ».
Cette commission de surintendant de s'exerce que sur les quatre maisons royales dont s'occupait Nicolas de Harlay, mais aussi les bâtiments pour lesquels Jean de Fourcy avait reçu une lettre de commission. Par le brevet du 4 janvier 1599, cette dernière s'était étendue aux ateliers tapisseries de haute lisse fabriquées à Paris, puis par le brevet du 12 janvier 1601, a aussi compris la « charge et intendance de tout ce qui dépendra du fait de l'établissement desd. ouvriers tapissiers flamands ». Un autre brevet daté du 1er juin 1602 l'a chargé de diriger la construction de la pompe du Pont-Neuf.
Progressivement, le domaine d'action de Sully et de Jean de Fourcy s'est accru : le Louvre, les Tuileries, Saint-Germain-en-Laye, la pompe de la Samaritaine, les châteaux de Villers-Cotterêts, de Madrid, de Saint-Léger-en-Yvelines, le pavillon du Roi sur la place Royale, le Collège royal et les cérémonies officielles. Le château de Fontainebleau n'entre pas dans leur domaine d'action qui a un surintendant particulier qui est aussi « capitaine et concierge » du château. Il en est de même pour le château de Blois, des bâtiments de Moulins et de Riom. La charge de surintendant des bâtiments de Sa Majesté de Sully ne concerne pas tous les bâtiments du roi. Par contre, les charges de contrôleur général et de trésorier des bâtiments s'étendaient à tous les bâtiments du roi.
Sully a rédigé un règlement sur le fait des constructions, réparations et entretiens des ouvrages publics le 13 janvier 1605 (lire en ligne) complété par un autre règlement sur des travaux publics royaux adopté par arrêt du Conseil d’État du roi du 7 février 1608 (lire en ligne).

### Sous Louis XIII
Après l'assassinat d'Henri IV, Sully remis à le régente Marie de Médicis ses charges de surintendant des finances et de gouverneur de la Bastille, en janvier 1611. Il a gardé les autres charges, en particulier la surintendance des bâtiments. La disgrâce de Sully va permettre à Jean de Fourcy d'accroître ses attributions. Le 20 septembre 1610, Louis XIII avait confirmé sa « charge d'intendant et d'ordonnateur des bastimens du Louvre, des Thuillerys, Sainct-Germain en Laye, Villers-Costerestz, Madril, Compiègne, Boys de Vincennes, Collège royal et ouvrages de tapisserye de haute lisse et façon de Flandres » et précisait que sa compétence s'étendait aux « aultres bastimentz et ediffices qui sont ou pourront estre  cy après  faictz en Isle de France et ez environs de cetted. ville [de Paris] à trente lieu à la ronde avec le mesme pouvoir et auctorité que sur les aultres susnommez ». Jean de Fourcy voit ses attributions s'étendre au château de Montargis, à l'entreprise de la conduite des eaux des fontaines de Rungis, en 1612, à la sépulture d'Henri IV et à la direction des artisans logés dans la grande galerie du Louvre, en 1613.
Après la conférence de Loudun, en 1616, Sully obtient le transfert de sa charge de surintendant des bâtiments à son fils, François de Béthune (1598-1678), comte d'Orval, à condition de survivance. La charge est qualifiée alors d'« estat et office », au lieu de commission.
En 1621, Sully et son fils ont démissionné de leur charge de surintendant des bâtiments qui est alors transmise par lettres de provisions le 30 mars 1621 à Henri Louis d'Aloigny, baron de Rochefort, qui s'en est démis le 24 avril 1621 au profit de Jean de Fourcy moyennant la somme de 56 000 livres. Jean de Fourcy a transmis sa charge d'intendant des bâtiments à son fils, Henri. Jean de Fourcy meurt en 1625. Son fils, Henri de Fourcy, lui succède dans sa charge de surintendant des bâtiments. Il meurt le 26 août 1638. La surintendance des bâtiments passe alors à François Sublet de Noyers, secrétaire d'État à la guerre, de 1638 à 1645.

### Sous Louis XIV
Mazarin, Colbert, Louvois, Hardouin-Mansart furent surintendants. Au XVIIe siècle, le titulaire percevait annuellement environ 150 000 livres.

## Liste des surintendants des Bâtiments
| Surintendant des Bâtiments                                   | Période   | Domaine                                                                                          |
| ------------------------------------------------------------ | --------- | ------------------------------------------------------------------------------------------------ |
| Philibert Delorme                                            | 1547-1559 |                                                                                                  |
| Le Primatice                                                 | 1559-1570 |                                                                                                  |
| Baptiste Androuet du Cerceau                                 | 1582-1590 |                                                                                                  |
| Jacques II Androuet du Cerceau                               | 1590      |                                                                                                  |
| François d'O                                                 | 1594      | Palais du Louvre et des Tuileries et château de Saint-Maur-des-Fossés                            |
| Albert de Gondi, duc de Retz                                 | 1594-1599 | Château de Saint-Germain-en-Laye                                                                 |
| Nicolas de Harlay                                            | 1594-1599 | Palais du Louvre et des Tuileries et château de Saint-Maur-des-Fossés                            |
| Nicolas de Harlay                                            | 1599-1602 | Palais du Louvre et des Tuileries, châteaux de Saint-Maur-des-Fossés et de Saint-Germain-en-Laye |
| Sully                                                        | 1602-1621 |                                                                                                  |
| Jean de Fourcy                                               | 1621-1625 |                                                                                                  |
| Henri I de Fourcy                                            | 1625-1638 |                                                                                                  |
| François Sublet de Noyers                                    | 1638-1645 |                                                                                                  |
| Mazarin                                                      | 1646-1648 |                                                                                                  |
| Étienne Le Camus (en)                                        | 1648-1656 |                                                                                                  |
| Antoine de Ratabon                                           | 1656-1661 |                                                                                                  |
| Jean-Baptiste Colbert                                        | 1664-1683 |                                                                                                  |
| François Michel Le Tellier de Louvois                        | 1683-1691 |                                                                                                  |
| Édouard Colbert de Villacerf                                 | 1691-1699 |                                                                                                  |
| Jules Hardouin-Mansart                                       | 1699-1708 |                                                                                                  |
| Louis Antoine de Pardaillan de Gondrin, duc d'Antin          | 1708-1736 |                                                                                                  |
| Philibert Orry                                               | 1736-1746 |                                                                                                  |
| Charles François Paul Le Normant de Tournehem                | 1746-1751 |                                                                                                  |
| Abel-François Poisson de Vandières, marquis de Marigny       | 1751-1774 |                                                                                                  |
| Charles Claude Flahaut de La Billarderie, comte d'Angiviller | 1774-1791 |                                                                                                  |